# Années 330 av. J.-C.
Les années 330 av. J.-C. couvrent les années de 339 av. J.-C. à 330 av. J.-C.

## Événements

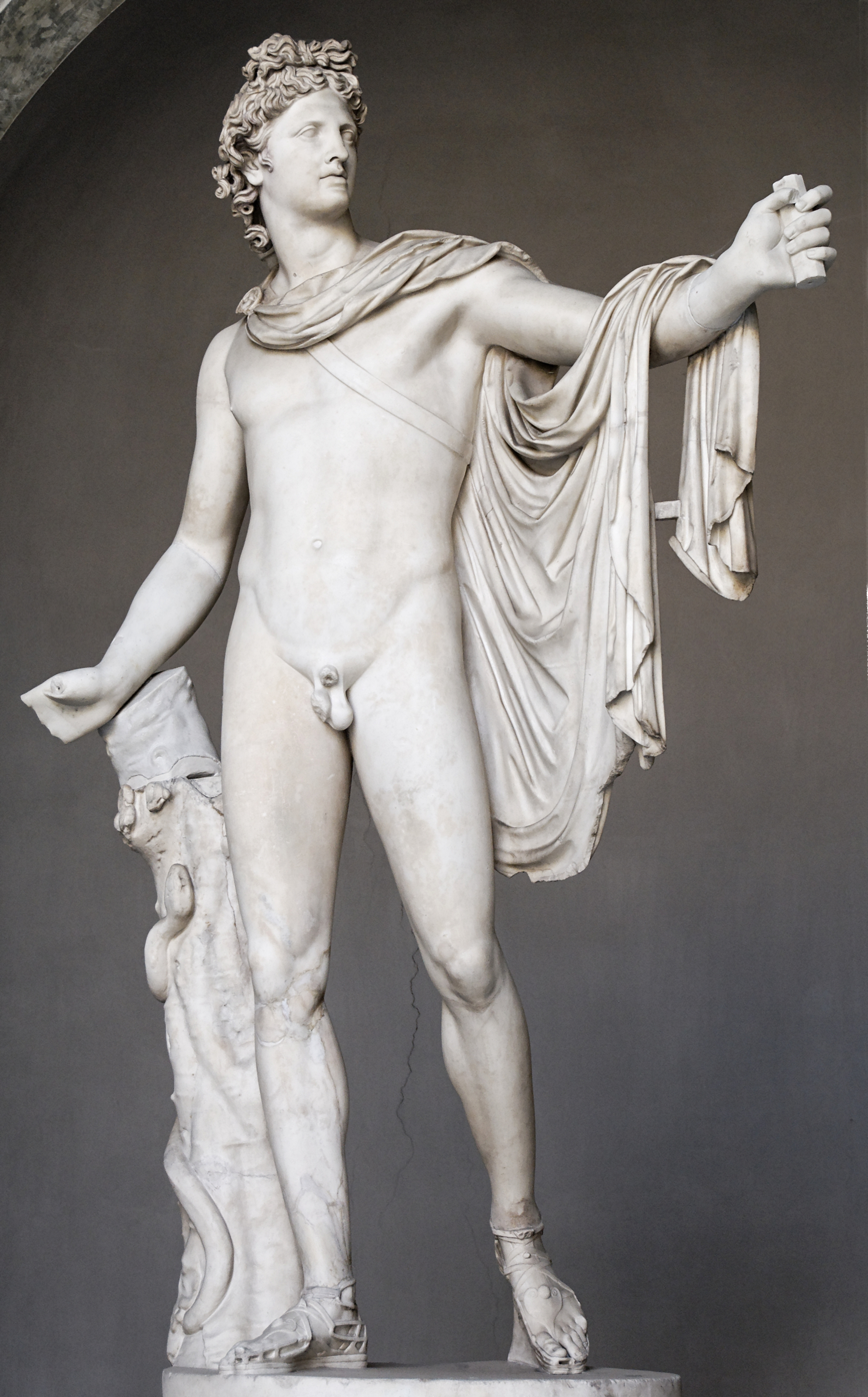
Apollon du Belvédère, généralement attribué à Léocharès, musée Pio-Clementino, Vatican, vers -330

- 340-338 av. J.-C. : guerres latines entre Rome et les autres cités du Latium[1].
- 339 av. J.-C. : campagne de Philippe II de Macédoine contre les Scythes. Affaire d’Amphissa. Quatrième guerre sacrée[2].
- 338 av. J.-C. : 
  - succès de Philippe II de Macédoine contre Charès. Prise d’Amphissa, de Naupacte et de Delphes. Bataille de Chéronée. Paix de Démade, entre Philippe et Athènes[2].
  - assassinat d’Artaxerxès III[2].
  - fin des guerres latines[1]. Rome, devenue la puissance prépondérante en Italie, dissout la Ligue latine et fait l'unité du Latium. Chaque cité latine conserve ses magistrats, son administration, ses impôts, sa monnaie mais est unie à Rome par un traité particulier. Une colonie romaine installée à Antium (Anzio), sur la côte Tyrrhénienne. De 338 à 218 av. J.-C., Rome fonde 23 colonies (80 500 colons dont 38 500 de 334 av. J.-C. à 298 av. J.-C., 700 départs annuels).
- 337 av. J.-C. : ligue de Corinthe[2]. Philippe II de Macédoine déclare la guerre à la Perse.

Le royaume de Macédoine à la mort de Philippe II (336 av. J.-C.)

- 336 av. J.-C. : Philippe II de Macédoine est assassiné ; avènement d’Alexandre le Grand[3].
- 335 av. J.-C. : campagne d'Alexandre dans les Balkans. Destruction de Thèbes par Alexandre le Grand. Aristote fonde le Lycée à Athènes[2].
- 334 av. J.-C. : campagne d'Alexandre en Asie. bataille du Granique[2]..
- 333 av. J.-C. : bataille d'Issos[2].
- 332 av. J.-C. : siège de Tyr[2].
- 331 av. J.-C. : fondation d'Alexandrie. Bataille de Gaugamèles[2]..
- 330 av. J.-C. : incendie de Persépolis[2].
- Le Contre Phénippos de Démosthène évoque l’épuisement relatif des mines d’argent du Laurion qui assuraient des revenus importants à Athènes[4].

## Personnages significatifs
- Alexandre le Grand
- Antipater (général)
- Aristote
- Darius III
- Philippe II de Macédoine
- Quintus Publilius Philo